# 강현중학교 (서울)
강현중학교(江峴中學校)는 대한민국 서울특별시 동작구 상도동에 있는 공립 중학교이다.

## 학교 연혁
- 1968년 8월 6일 : 강남여자중학교 설립인가
- 1968년 10월 1일 : 초대 김용묵 교장 취임
- 1969년 3월 3일 : 개교식 및 입학식 거행(15학급 1,050명)
- 2001년 3월 2일 : 강현중학교(남녀공학)로 교명 변경
- 2017년 2월 3일 : 제46회 졸업식(172명)
- 2021년 3월 2일 : 제19대 강구정 교장 취임

## 참고 자료
- 강현중학교 - 한국교육학술정보원 학교알리미